# اچ‌ام‌سی‌اس کپوسکیسینگ (جی۳۲۶)
اچ‌ام‌سی‌اس کپوسکیسینگ (جی۳۲۶) (به انگلیسی: HMCS Kapuskasing (J326)) یک کشتی است که طول آن ۲۲۵ فوت (۶۹ متر) می‌باشد. این کشتی در سال ۱۹۴۳ ساخته شد.